# Никольск (Кабанский район)
Нико́льск — село в Кабанском районе Бурятии. Входит в сельское поселение «Шергинское».

## География
Расположено на правом берегу реки Селенги, в 1,5 км к востоку от республиканской автодороги 03К-019 Турунтаево — Тресково и моста через Селенгу, в 10 км к юго-востоку от центра сельского поселения — села Шергино.

## Население
| 2002 | 2010 |
| ---- | ---- |
| 186  | ↗194 |